# ダニエル・ブロジンスキ
ダニエル・ブロジンスキ（Daniel Brosinski 、1988年7月17日 - ）は、西ドイツ・バーデン＝ヴュルテンベルク州カールスルーエ出身の元サッカー選手。現役時代のポジションは、ディフェンダー(RSB)。

## 経歴
2009年2月21日開催のバイエルン・ミュンヘン戦でブンデスリーガデビュー。チーム2点目を挙げ2-1の勝利に貢献した。
2013年、2年契約でSpVggグロイター・フュルトに移籍したが、チームがブンデスリーガ昇格を逃したため移籍を志願した。
2014年7月、移籍金100万ユーロで1.FSVマインツ05に移籍、4年契約を結んだ。
2023年1月3日、カールスルーエSCに加入し、シーズン終了までの契約を結んだ。
2024年4月、シーズン終了後に現役を引退することを表明した。